# Арановська-Дубовіс Дебора Марківна
Дебора Марківна Арановська-Дубовіс (відома т-ж. як Дубовіс-Арановська, Арановська, Дубовіс; 27 березня 1910 , Кременчук, Полтавська губернія — 2000) — радянська та українська психолог, послідовниця Виготського та представниця Харківської школи психології.

## Біографія
Закінчила Лохвицький технікум радянського будівництва (1930), реорганізований до Кременчуцького педагогічного технікуму (1931), а пізніше — Кременчуцького педагогічного училища (1937). Працювала викладачкою педагогіки. У 1934—1936 pp. — аспірантка кафедри психологи Харківського педагогічного інституту. Перша аспірантка Олександра Запорожця.

## Науковий внесок
Почала наукову діяльність у 1930 р.р. у складі Харківської групи психологів під керівництвом Олексія Леонтьєва та О. Запорожця. Досліджувала генезис естетичного сприйняття у дітей та процеси розуміння казки дошкільнятами.
У повоєнний період Арановська поряд з О. М. Концевою та Є. В. Гордон брала участь у циклі досліджень, присвячених вивченню розвитку логічних форм мислення та пам'яті дітей дошкільного та шкільного віку. Арановська вивчала формування логічного мислення молодших школярів у процесі навчання їх складанню плану прочитаного тексту. Із психолого-педагогічних експериментів встановила послідовні стадії оволодіння дітьми вмінням складати план як певною розумовою дією. Визначила умови ефективності навчання цього вміння (організація зовнішніх операцій із текстом, словесне позначення вироблених процесів тощо).

## Основні публікації
- Арановська, Д. М. Залежність розуміння дитиною казки від її композиції: Наукова сесія ХДПІ, т VI, Харків, 1940. 36 с.
- Арановська, Д. М. Залежність розуміння дитиною казки від її композиції. Канд. дис. Харків, 1945 — Арановська Д. М. Розуміння казки дітьми дошкільного віку в залежності від її композиції: Канд дис. — М., 1955. -108 с — ? ? ?
- Арановська-Дубовіс, Д. М. Розуміння казки дошкільником. — Дошкільне виховання, 1955 № 10, с. 33-40.
- Дубовіс-Арановська, Д. М. Про деякі умови розуміння структури тексту. Питання психології, 1962 № 1.
- Дубовіс Д. М. До питання формування дискурсивного розуміння тексту. Вісник Харківського ун-ту, 1968 № 30.
- Дубовіс Д. М. Про формування вміння працювати з науковим текстом. Вісник Харківського ун-ту, 1970 № 58, вип. 3.
- Дубовіс, Д. М. До питання про інтуїтивне та дискурсивне розуміння тексту. Питання психології, 1976 № 3.
- Дубовіс, Д. М. & Хоменко, К. О. (1985). Питання психології художнього сприйняття у працях О. В. Запорожця Архівна копія на сайті Wayback Machine. (До 80-річчя від дня народження). Питання психології, 1985, # 5
- Арановська-Дубовіс, Д. М., & Заїка, Є. Ст (1995). Ідеї О. В. Запорожця про розвиток особистості дошкільника Архівна копія на сайті Wayback Machine. Питання психології, 1995. № 5. З. 87-99.
- Арановська-Дубовіс Д. М., Заїка О. В., Цопа Є. А. (2000). Роль казки у психічному розвитку дитини-дошкільника//Практична психологія та соціальна робота  . 2000. № 3. С. 10-12